# 巴特萨罗
巴特萨罗（德語：Bad Saarow）是德国勃兰登堡州的市镇，隶属于奥得-施普雷县，总面积为50.36平方千米，截至2020年总人口为5851人。